# هاري ويتنغتون (مؤلف)
هاري ويتنغتون (بالإنجليزية: Harry Whittington)‏ (4 فبراير 1916، أوكالا في الولايات المتحدة - 11 يونيو 1989)؛ روائي أمريكي.

## روابط خارجية
- هاري ويتنغتون على موقع IMDb (الإنجليزية)
- هاري ويتنغتون على موقع ألو سيني (الفرنسية)
- هاري ويتنغتون على موقع أول موفي (الإنجليزية)
- هاري ويتنغتون على موقع قاعدة بيانات الأفلام السويدية (السويدية)
- هاري ويتنغتون على موقع قاعدة بيانات الفيلم (الإنجليزية)
- هاري ويتنغتون على موقع كينوبويسك (الروسية)